# 京都市営バス五条営業所
京都市営バス五条営業所（きょうとしえいバスごじょうえいぎょうしょ）は、京都市右京区西京極にかつて存在した京都市営バスの営業所。みぶ操車場を経由する循環系統、右京区北部（宇多野・御室地区）と市内中心部を結ぶ路線、京都駅を起点とする均一系統を受け持っていた。また京阪バスと共同運行していた京都定期観光バスの車両も在籍していた。
2003年1月23日に梅津営業所に統合される形で廃止された。跡地は「日本通運京都支店自動車事業所」となっている。敷地はロームに売却されたが、日本通運が旧事業所の土地（ローム本社に隣接）と交換する形で移転している。

## 沿革
- 1961年10月16日 - 京都市営バス五条営業所を開設する。
- 1976年3月31日 - 同日限りで16号系統をツーマン運行からワンマン運行に切換。同じくツーマン運行の23,33,63系統をワンマン車使用の前乗り後降りツーマンカーに変更。
- 1977年9月30日 - 同日限りで23,33,63系統をワンマン化。京都市営バスの一般路線バスのワンマン化達成。
- 1979年5月21日 - 八条営業所、北野支所の廃止、洛西営業所の開設に伴い、担当系統が変更となる。担当系統は、10、10甲、16、25、26、(旧)47、59、66、71、77、201、205である。
- 1981年5月29日 - 地下鉄烏丸線開業に伴う路線再編により、担当系統が変更となる。この時の担当系統は、10、16、26、59、66、71、84、201の各系統である。
- 1982年 - 84号系統を梅津営業所に移管する。52号系統を梅津営業所から移管する。
- 1983年11月1日 - 71号系統を梅津営業所に移管する。50号系統を三哲支所から移管する。
- 1986年3月31日 - 24号系統を梅津営業所から移管する。
- 1988年6月11日 - 16号系統を廃止する。75号系統を九条営業所から、78号系統を横大路営業所から、それぞれ移管する。
- 1989年7月1日 - 24号系統を梅津営業所に移管する。
- 1997年
  - 6月4日 - 6号系統を梅津営業所から移管する。
  - 10月12日 - 6号系統を梅津営業所に移管する。52、66の各系統を廃止する。急行101号系統を新設する。
- 2001年3月24日 - 五条営業所廃止を見越し、75、急行101、201の各系統を梅津営業所に移管する。50号系統を九条営業所に移管する。本来はこの時点で廃止になる予定だったが、移管先の梅津営業所拡張工事が大幅に遅れたため、これ以降は暫定措置として土地を購入したロームに使用料を払って継続営業する。
- 2003年1月23日 - 五条営業所が廃止となる。この時担当していた10、26、59、78、急行100の各系統と京都定期観光バスは、すべて梅津営業所に移管となる。

## 担当系統
- 1979年5月 - 1981年5月：10、10甲、16、25、26、47、59、66、71、77、201、205
- 1981年5月 - 1982年：10、16、26、59、66、71、84、201
- 1982年 - 1983年11月：10、16、26、52、59、66、71、201
- 1983年11月 - 1986年3月：10、16、26、50、52、59、66、201
- 1986年3月 - 1988年6月：10、16、24、26、50、52、59、66、201
- 1988年6月 - 1989年7月：10、24、26、50、52、59、66、75、78、201
- 1989年7月 - 1997年6月：10、26、50、52、59、66、75、78、201
- 1997年6月 - 1997年10月：6、10、26、50、52、59、66、75、78、201
- 1997年10月 - 2001年3月：10、26、50、59、75、78、急行100、急行101、201
- 2001年3月 - 2003年1月：10、26、59、78、急行100

## 廃止時所管路線

### 10号系統
現在は梅津営業所（西日本ジェイアールバス委託）が担当

### 26号系統
現在は梅津営業所（西日本ジェイアールバス委託）が担当

### 59号系統
現在は梅津営業所（西日本ジェイアールバス委託）が担当

### 78号系統
現在は洛西営業所（近鉄バス委託）が担当

### 急行100号系統
現在は梅津営業所が担当(長期休止としているものの、同番号の別系統が誕生しているため実質廃止)

## 撤退路線

### 6号系統
現在は九条営業所が担当

### （旧）16号系統
運行していた区間
- みぶ（現：みぶ操車場前） - 四条大宮 - 祇園 - 東山七条 - 七条大橋 - 深草西浦町 - 藤森神社

沿革（旧7号、旧46号系統含む）
- 1950年10月：7号系統を新設する。新設時の経路は、西大路三条 - 西大路四条 - 四条河原町 - 七条内浜（現：七条河原町） - 七条本町 - 二ノ橋 - 稲荷大社 - 藤ノ森である。
- 1951年10月：藤ノ森 - 墨染 - 下町 - 京阪桃山駅前 - 市電大手筋（現：西大手筋） - 京橋 - 八丁畷間を延長する。
- 1952年
  - 4月：西ノ京円町 - 西大路三条間を延長する。
  - 12月：
    - 西ノ京円町 - 西大路三条間を廃止する。昼間のみの運行となる。
    - 7甲号系統を新設する。新設時の経路は、西大路三条 - 西大路四条 - 四条河原町 - 七条内浜 - 七条本町 - 二ノ橋 - 稲荷である。
    - 7乙号系統を新設する。新設時の経路は、西大路三条 - 西大路四条 - 四条河原町 - 七条内浜 - 七条大橋 - 藤ノ森 - 下町 - 京阪桃山駅前 - 市電大手筋 - 京橋 - 八丁畷である。
- 1953年3月：7・7乙号系統は八丁畷 - 下鳥羽間を延長する。
- 1954年8月
  - 7号系統の西大路三条 - 西大路四条を、松尾神社前（現：松尾大社前） - 西大路四条に変更する。終日運行に変更する。
  - 7乙号系統の京橋 - 下鳥羽を、京橋 - 中書島に変更する。
- 1956年
  - 8月：
    - 7号系統の松尾神社前 - 西大路四条を西大路三条 - 西大路四条に、京阪桃山駅前 - 下鳥羽を京阪桃山駅前 - 弾正町 - 観月橋北詰 - 桃山南口 - （旧道） - 六地蔵に変更する。
    - 7乙号系統の京橋 - 中書島を、京橋 - 八丁畷 - 横大路北口 - 羽束師橋西詰に変更する。

  - 10月：7・7甲・7乙号系統の西大路三条 - 四条車庫前（現：四条御前通）間を廃止する。
- 1957年
  - 5月：7号系統を分割し、16号系統を新設する。新設時の経路は、上賀茂神社前 - 北大路堀川 - 烏丸車庫前（現：北大路駅前） - 四条烏丸 - 祇園 - 東福寺 - 稲荷（のちの稲荷大社、1988年廃止）である。7甲・7乙号系統を廃止する。
  - 12月：下岸町 - 北大路堀川 - 烏丸車庫前 - 四条烏丸を、下岸町 - 大宮御土居（現：大宮交通公園前） - 今宮神社前 - 船岡山 - 千本北大路 - 四条大宮 - 四条烏丸に変更する。
- 1959年12月：46号系統を新設する。新設時の経路は、四条車庫前（現：四条御前通） - 祇園 - 東福寺 - 稲荷 - 聖母女学院前 - 東伊達町（現：西久宝寺町）である。
- 1960年4月：46号系統の四条車庫前 - 四条大宮を、上賀茂神社前 - 大宮御土居 - 今宮神社前 - 船岡山 - 千本北大路 - 四条大宮に変更する。
- 1962年
  - 6月：46号系統の東伊達町 - 国立病院前間を延長する。
  - 11月：16号系統の稲荷 - 聖母女学院前 - 東伊達町 - 藤ノ森神社（現：藤森神社）間を延長する。
- 1964年11月
  - 16号系統の東山七条 - 聖母女学院前を、東山七条（ → 七条大橋（現：七条京阪前） → 深草飯食町（現：深草西浦町） → ／ ← 東福寺 ← 稲荷 ← ）聖母女学院前に変更する。
  - 46号系統の東山七条 - 国立病院前を、東山七条（ → 七条大橋 → 稲荷大社（現：稲荷大社前） → ／ ← 東福寺 ← 稲荷 ← 聖母女学院前 ← ）深草に変更する。
- 1969年1月
  - 16甲号系統を新設する。新設時の経路は、上賀茂神社前 - 下岸町 - 大宮御土居 - 今宮神社前 - 船岡山 - 千本北大路 - 四条大宮 - 四条京阪前（ ← 四条花見小路）（ → 祇園）である。
    - 往路は祇園行、復路は四条花見小路始発で運行。

  - 16乙号系統を新設する。新設時の経路は、上賀茂神社前 - 下岸町 - 大宮御土居 - 今宮神社前 - 船岡山 - 千本北大路 - 四条大宮 - 祇園 - 馬町 - 清閑寺前である。
- 1970年
  - 8月：46号系統を16号系統に統合し、廃止する。16号系統は聖母女学院前 - 東伊達町 - 藤ノ森神社を、聖母女学院前（ → 東伊達町 → ／ ← 深草西浦町 ← ）藤ノ森神社に変更する。
  - 12月：16甲号系統を46号系統に系統番号を変更する。16乙号系統を廃止する。
- 1972年1月：上賀茂神社前 - みぶ間を廃止する。
- 1988年6月：廃止する。

### 23号系統・33号系統・63号系統
現在は33号系統のみ存続、洛西営業所（近鉄バス）が担当

### 24号系統
梅津営業所を参照

### 25号系統
運行していた区間
- 京都駅八条口 - 七条堀川 - 烏丸七条 - 烏丸丸太町 - 丸太町智恵光院 - 今出川智恵光院 - 千本今出川 - 千本北大路 - 金閣寺前 - 衣笠（現：立命館大学前）

沿革
- 1956年8月：25号系統を新設する。新設時の経路は三条京阪南口（現：三条京阪前） - 祇園花見小路 - 四条河原町 - 河原町丸太町 - 丸太町智恵光院 - 今出川智恵光院 - 北野神社前（現：北野天満宮前）である。
- 1957年
  - 5月：三条京阪南口 - 祇園花見小路 - 四条河原町 - 河原町丸太町 - 烏丸丸太町を三条京阪南口 - 河原町三条 - 四条河原町 - 四条烏丸 - 烏丸丸太町に変更する。
  - 10月：今出川智恵光院 - 北野神社前を今出川智恵光院 - 寺之内智恵光院に変更する。
- 1959年9月：寺之内智恵光院 - （大宮寺之内） - （大宮通） - 大徳寺前 - 衣笠御所ノ内町（ → ／ ←市電金閣寺前（現：金閣寺道） ← ）金閣寺前を延長する。三条京阪南口 - 四条烏丸を三哲（現：下京区総合庁舎前） - 京都駅前 - 四条烏丸に変更する。
- 1961年
  - 10月：三哲 - 京都駅前を廃止する。
  - 11月：衣笠御所ノ内町（ → ／ ←市電金閣寺前 ← ）金閣寺前を衣笠御所ノ内町 - 市電金閣寺前 - 金閣寺前に変更する。起終点を変更する。
- 1962年8月：衣笠グランド前（現：立命館大学前） - 金閣寺前を延長する。
- 1964年
  - 1月：千本北大路 - 大徳寺前 - 今出川智恵光院を千本北大路 - 千本今出川 - 今出川智恵光院に変更する。
  - 6月：25甲号系統を新設する。新設時の経路は御室 - 立命館大学理工学部前（現：立命館大学前） - （25号系統） - 京都駅前である。
  - 10月：25号・25甲号系統は京都駅前 - 三哲 - 京都駅八条口を延長する。
- 1969年10月：25甲号系統を廃止する。
- 1976年4月：烏丸七条 - 京都駅前 - 京都駅八条口を烏丸七条 - 七条堀川 - 京都駅八条口に変更する。
- 1981年5月：25号系統を廃止する。

### 47号系統
運行していた区間
- 五条車庫前 - 西京極 - 南広町 - 四条河原町 - 河原町二条 - 動物園前 - 岡崎道 - 東天王町（ → 宮ノ前町 → ／ ← 銀閣寺道 ← ）銀閣寺前

沿革
- 1960年4月：47号系統を新設する。新設時の経路は、四条車庫前（現：四条御前通） - 四条河原町 - 河原町二条（現：京都市役所前） - 動物園前 - 岡崎道 - 宮ノ前町 - 銀閣寺前である。
- 1963年5月：五条車庫前 - （天神川通） - 東貝川町（現：京都外大前） - 四条車庫前間を延長する。
- 1968年3月：光華学園前（現：光華女子学園前） - 梅津車庫前（現：京都外大前）を、光華学園前 - 西京極 - 南広町 - 梅津車庫前に変更する。
- 1969年10月：東天王町 - 宮ノ前町 - 銀閣寺前を東天王町（ → 銀閣寺道 → ／ ← 宮ノ前町 ← ）銀閣寺前に変更する。
- 1973年1月：東天王町（ → 銀閣寺道 → ／ ← 宮ノ前町 ← ）銀閣寺前を、東天王町（ → 宮ノ前町 → ／ ← 銀閣寺道 ← ）銀閣寺前に変更する。
- 1981年5月：廃止する。

### 50号系統
現在は九条営業所（京阪バス委託）が担当

### （旧）52号系統
運行していた区間
- 三哲 - 京都駅前 - 四条烏丸 - 四条大宮 - 千本今出川 - 北野白梅町（ → ／ ← 金閣寺前 ← ）等持院東町

沿革
- 1960年12月：52号系統を新設する。新設時の経路は、三哲（現：下京区総合庁舎前） - 京都駅前 - 四条烏丸 - 四条堀川 - 堀川丸太町－市民病院前（現：丸太町七本松） - 上七軒 - 北野白梅町である。
- 1961年8月：北野白梅町（ → （一条通） → ／ ← 大将軍 ← ）御室仁和寺間を延長する。
- 1962年6月：北野白梅町 - 御室仁和寺を、北野白梅町 - 小松原 - 等持院前 - 竜安寺道に変更する。
- 1965年
  - 1月：小松原 - 等持院前 - 竜安寺道を、小松原 - 等持院西町 - 竜安寺道に変更する。
  - 4月：京都駅八条口 - 三哲間を延長する。
- 1969年
  - 1月：京都駅八条口 - 三哲間を廃止する。
  - 3月：竜安寺道 - 等持院前間を延長する。
- 1981年5月：千本丸太町 - 丸太町七本松 - 上七軒を、千本丸太町 - 千本今出川 - 上七軒に変更する。
- 1988年6月：北野白梅町 - 等持院前を、北野白梅町（ → ／ ← 衣笠校前 ← 小松原児童公園前 ← ）等持院東町に変更する。
- 1992年4月：等持院東町 → 小松原児童公園前 → 衣笠校前を、等持院東町 → 金閣寺前 → 金閣寺道 → 衣笠校前に変更する。
- 1996年3月：四条堀川 - 堀川丸太町 - 千本丸太町を、四条堀川 - 四条大宮 - 千本丸太町に変更する。
- 1997年10月：三哲 - 京都駅前間を廃止する。四条堀川 - 等持院東町を、四条堀川 - 堀川今出川（ → 北野天満宮前 → ／ ← 大徳寺前 ← ）金閣寺道に変更し、101号系統に系統番号を変更する。

### 66号系統
運行していた区間
- 五条車庫前 - 大宮五条 - 佛教大学前 - 今宮神社前 - 大宮交通公園前 - 上賀茂松本町 - 深泥池

沿革
- 1964年6月：66号系統を新設する。新設時の経路は、上賀茂神社前 - 下岸町 - 大宮御土居（現：大宮交通公園前） - 今宮神社前 - 船岡山 - 千本北大路 - 大宮五条 - 西京極である。
- 1965年
  - 4月：66甲号系統を新設する。新設時の経路は、上賀茂神社前 - 下岸町 - 大宮御土居 - 今宮神社前 - 船岡山 - 千本北大路 - 大宮五条 - 西京極 - 千代原口 - 大枝沓掛である。
  - 11月：66甲号系統を廃止する。
- 1968年
  - 3月：西京極 - 京都市スポーツセンター前間を廃止する。起終点を変更する。
  - 5月：西京極 - 京都市スポーツセンター前間を延長する。
  - 9月：北裏町（現：西京極午塚町） - 西京極間を延長する。
- 1969年10月：梅津車庫前（現：京都外大前） - 南広町 - 北裏町間を延長する。
- 1972年9月：千本北大路 - 船岡山 - 今宮神社前を、千本北大路 - 南木ノ畑町（現：佛教大学前） - 今宮神社前に変更する。
- 1973年1月：起終点を変更する。
- 1974年4月：中ノ橋五条 - 梅津車庫前を、中ノ橋五条 - 五条車庫前に変更する。
- 1978年10月：下岸町 - 上賀茂神社前を、下岸町 - 上賀茂松本町（ → 上賀茂榊田町 → ／ ← 上賀茂豊田町 ← ）深泥池に変更する。起終点を変更する。
- 1990年5月：上賀茂松本町 → 上賀茂榊田町を、上賀茂松本町 → 下桜町（現：植物園北門前） → （北山駅前） → 上賀茂榊田町に変更する。
- 1997年10月：廃止する。

概要
最後まで五条車庫前を起終点とする系統であった。この系統の廃止以後、五条車庫にはすべて回送で入出庫することとなる。

### 71号系統
現在は九条営業所（京阪バス委託）が担当

### 75号系統
現在は梅津営業所が担当

### 77号系統
運行していた区間
- 四条大宮 - 西大路四条 - 梅津車庫前 - 松尾橋

沿革
- 1969年10月：77号系統を新設する（京都市営トロリーバスの代替系統）。新設時の経路は松尾橋 - 梅津車庫前 - 西大路四条 - 四条大宮である。
- 1972年1月：77号系統の起終点を変更する。
- 1981年5月：77号系統を廃止する。

### 84号系統
現在は横大路営業所（エムケイ委託）が担当

### 急行101号系統
現在は九条営業所が担当(長期休止となっているものの、同番号の別系統が誕生しているため実質廃止)

### 201号系統
現在は梅津営業所が担当

### （旧）205号系統
運行していた区間
- みぶ - 四条大宮 - 四条烏丸 - 烏丸車庫前 - 千本北大路 - みぶ

沿革
- 1972年1月：205号系統を新設する。新設時の経路は四条大宮 - 千本北大路 - 烏丸車庫前（現：烏丸北大路）である。
- 1974年4月：205号系統は四条大宮 - 四条烏丸 - 烏丸車庫前を延長し、循環運転を開始する。循環運転開始時の経路はみぶ - 四条大宮 - 四条烏丸 - 烏丸車庫前 - 千本北大路 - みぶである。
- 1981年5月：205号系統を廃止する。

### 京都定期観光バス
梅津営業所に移管後廃止

## 車両
1981年5月以降、一般路線用車両はシャーシはいすゞ自動車製のものに統一された。五条御前通（最寄停留所：市民病院前）にあるガススタンドに近いため、天然ガスバスが配置されていたが、営業所廃止後、梅津営業所に転属となった。
京都市営バスの中で最後までツーマン運行路線を担当していた営業所であったことから、前中ドア式のワンツーマンカーが1983年まで3両在籍しており、66号系統で使用されていた。
また、五条営業所には定期観光バス用の車両も配置されていた。一般路線用と異なり、かつては三菱ふそうトラック・バス製、日野自動車製の車両もあった。またチンチンバス（急行100号系統、急行101号系統、後の洛バス）の所轄営業所でもあった。営業所廃止後、いずれも梅津営業所に転属となった。